# Maximiliano Gutiérrez
Maximiliano José „Maxi” Gutiérrez Jara (ur. 3 maja 2004 w Chiguayante) – chilijski piłkarz występujący na pozycji prawego obrońcy lub pomocnika, od 2022 roku zawodnik Huachipato.
Jego brat Joaquín Gutiérrez również jest piłkarzem.